# Barabba (film 1961)
Barabba (Barabbas) è un film del 1961 diretto da Richard Fleischer, tratto dall'omonimo romanzo di Pär Lagerkvist.
Un precedente adattamento cinematografico del romanzo era stato prodotto in Svezia nel 1953 con la regia di Alf Sjöberg.

## Trama
Il recluso Barabba viene liberato su volontà del procuratore Ponzio Pilato a scapito di Gesù, finito crocifisso. Criminale recidivo, Barabba subisce una nuova condanna dallo stesso governatore romano e viene deportato in una miniera di sale e di zolfo in Sicilia. 

Creduto morto in un terremoto, giunge a Roma, dove in seguito diventa gladiatore e conosce un altro schiavo diventato cristiano. Mediante quest'ultimo si avvicinerà ai seguaci della dottrina tra cui San Pietro e, combattuto nell'animo dai principi morali del Cristianesimo, sarà costretto a uccidere nel Colosseo un centurione-gladiatore che tempo prima l'aveva schernito, dopo avergli ucciso un amico correligionario. Poco tempo dopo scoppia l'incendio di Roma, e Barabba viene incarcerato come incendiario e cristiano. Morirà sulla croce, come il Nazareno che mai aveva dimenticato.

## Produzione
Il film fu diretto da Richard Fleischer e girato a Cinecittà, Roma, sotto la supervisione del produttore Dino De Laurentiis. Questi concordò la data e il luogo di ripresa della crocifissione durante l'eclissi solare del 15 febbraio 1961. Altri luoghi utilizzati per le riprese furono: l'Arena di Verona, Catania e l'Etna, e Roccastrada (Grosseto) per la scena della crocifissione..
La pellicola non è priva di errori storici, tra questi il Colosseo al tempo di Nerone (nella realtà venne costruito nell'80 d.C.). La colonna sonora di Mario Nascimbene è nota per la sua inusuale, forte componente sperimentale.

## Distribuzione
Il film uscì nei cinema italiani il 23 dicembre 1961 mentre negli Stati Uniti uscì un anno dopo. Il film è stato distribuito nel 1962 anche in Regno Unito, Francia, Germania Ovest, Spagna, Svezia, nel 1963 in Finlandia, Australia e Danimarca, nel 1985 nelle Filippine e nel 1989 in Ungheria.

## Riconoscimenti
Nel 1962 il National Board of Review of Motion Pictures l'ha inserito nella lista dei migliori film stranieri dell'anno.

## Doppiaggio
Nella versione italiana del film, Arnoldo Foà, nel ruolo di Giuseppe d'Arimatea, è doppiato da Riccardo Mantoni, in quanto lui stesso doppia il protagonista Anthony Quinn.
Silvana Mangano recita con la propria voce, tranne in poche sequenze in cui è doppiata da Maria Pia Di Meo.